# Qntal
Qntal es una banda de electro-medieval formada en 1991 por Michael Popp, Ernst Horn, y más tarde por la vocalista Syrah (Sigrid Hausen). Tiene sus raíces en Estampie, una banda de género similar pero estilo diferente; Michael Popp y Syrah son los miembros principales. Horn dejó el grupo en 1999, para concentrarse en su otra banda, Deine Lakaien. Más tarde formó Helium Vola en 2001. Philipp Groth se unió entonces a Qntal.
Las letras del grupo se basan, principalmente, de fuentes históricas. En sus primeros tres álbumes las letras, en su parte principal, en latín, alemán medieval, galaicoportugués y algunas otras lenguas europeas. En Qntal IV la banda añadió algunas canciones en inglés.
«Qntal» es una palabra inventada que apareció en uno de los sueños de Syrah.

## Discografía
- Qntal I (Gymnastic Records, 1992)
- Qntal II (Gymnastic Records, 1995)
- Qntal III: Tristan und Isolde (Stars in the Dark / Noir Records, 2003)
- Illuminate (Noir Records, 2004)
- Qntal IV : Ozymandias (Drakkar Entertainment / Noir Records, 2005)
- Qntal V: Silver Swan (agosto de 2006)
- Qntal VI: Translucida (2008)
- Purpurea: The Best Of (2008)
- VII (2014)
- VIII - Nachtblume (2018)
- IX - Time Stands Still (2022)